# Max Stähelin-Maeglin

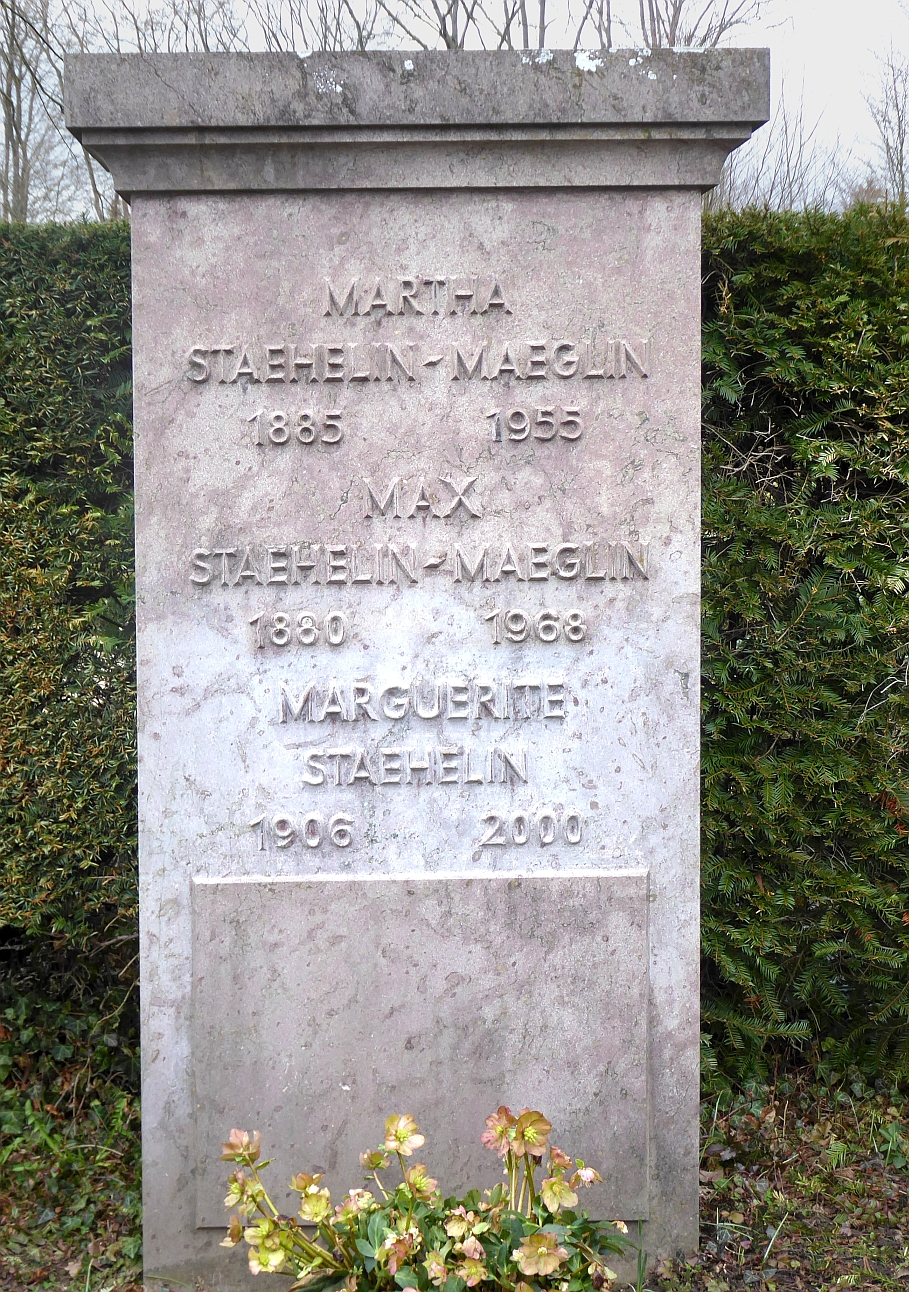
Grab auf dem Friedhof am Hörnli, Riehen, Basel-Stadt

Max Stähelin-Maeglin (auch Staehelin) (* 18. Februar 1880 in Basel; † 3. August 1968 ebenda) war ein Schweizer Wirtschaftsjurist und Überlebender des Untergangs der Titanic.

## Leben
Stähelin-Maeglin wurde 1907 Direktor der Schweizerischen Treuhandgesellschaft, einer Tochtergesellschaft des Schweizerischen Bankvereins (heute UBS). Am 22. März 1906 heiratete er Anna Martha Maeglin (1885–1955). Sie hatten zusammen zwei Kinder, Martha Marguerite (* 31. Dezember 1906; später verheiratete Burckhardt) und Max (* 1909). Sein Vater war der Vermittlungstheologe Rudolf Stähelin-Stockmeyer, sein Grossvater war der Basler Antistes Immanuel Stockmeyer.
1912 musste Stähelin-Maeglin geschäftlich nach New York City, da eine Schweizer Stickereifirma, Arnold B. Heine & Co., in wirtschaftlichen Schwierigkeiten steckte und um Subventionen nachsuchte. Um dies zu überprüfen, reiste Stähelin-Maeglin an Bord der Titanic in die Vereinigten Staaten. Er bewohnte Kabine B-50.
Mit den ebenfalls aus der Schweiz stammenden Passagieren Maximilian Josef Frölicher-Stehli und Alfons Simonius verband Stähelin-Maeglin bald eine Freundschaft. Die drei saßen am Abend des 14. April 1912 gerade im Rauchsalon und spielten Karten, als die Kollision mit dem Eisberg erfolgte. Am nächsten Tag konnten sowohl Stähelin-Maeglin als auch Simonius-Blumer in Rettungsboot 3 dem Untergang entkommen; Frölicher-Stehli konnte sich in Boot Nr. 5 einen Platz sichern. Sie wurden von der Carpathia, die als erstes Schiff an der Unglücksstelle war, aufgenommen.
Nach der Ankunft in New York besuchte Stähelin-Maeglin die Heine Co. und kehrte am 7. Mai 1912 an Bord der Victoria Luise nach Europa zurück.
1928 wurde Stähelin-Maeglin Präsident des Schweizerischen Bankvereins und trat damit die Nachfolge von Léopold Dubois an. Er amtierte bis 1944, als er zum Präsidenten des Konzerns Ciba (heute Novartis) ernannt wurde. In dieser Funktion arbeitete Stähelin-Maeglin bis 1956, ehe er in den Ruhestand trat.
Seine Frau Martha war bereits im Oktober 1955 verstorben; Max Stähelin-Maeglin selbst starb 13 Jahre später und wurde am 7. August 1968 in Basel beerdigt.